# Alloxysta brachyptera
Alloxysta brachyptera (лат.) — вид мелких перепончатокрылых наездников рода Alloxysta подсемейства Charipinae из семейства Figitidae. Эндопаразитоиды. Европа.

## Описание
От близких видов отличаются следующими признаками: первый членик F1 жгутика усика короче педицеля; проподеальные кили присутствуют; пронотальные кили отсутствуют; брахиптерные формы, переднее крыло достигает лишь начала метасомы или короче; без видимой радиальной ячейки. Alloxysta brachyptera легко отличить от других брахиптерных видов Alloxysta (A. pedestris, A. apteroidea), так как у него есть проподеальные кили, а у других нет. Мелкие перепончатокрылые, длиной несколько миллиметров (обычно 1—2 мм). Усики нитевидные, у самок 13-члениковые, а у самцов состоят из 14 сегментов. Голова поперечно овальная, гладкая и блестящая. У представителей рода Alloxysta их личинки являются гиперэндопаразитоидами личинок некоторых видов перепончатокрылых (Hymenoptera), таких как бракониды (Aphidiinae, Braconidae) и афелиниды (Aphelinidae, Chalcidoidea), в свою очередь паразитирующих в тлях (Aphididae, Hemiptera).